# Saint-Divy
Saint-Divy település Franciaországban, Finistère megyében. Lakosainak száma 1602 fő (2022. január 1.). Saint-Divy Kersaint-Plabennec, La Forest-Landerneau, Guipavas, Landerneau és Saint-Thonan községekkel határos.

## Népesség
A település népessége az elmúlt években az alábbi módon változott:
| Lakosok száma | 533  | 1141 | 1413 | 1321 | 1444 | 1508 | 1537 | 1557 | 1572 | 1602 |
|               | 1968 | 1982 | 1990 | 2006 | 2013 | 2015 | 2017 | 2019 | 2020 | 2022 |